# Dybowskites ernsti
Dybowskites ernsti is een mosdiertjessoort uit de familie van de Ralfimartitidae. De wetenschappelijke naam van de soort is voor het eerst geldig gepubliceerd in 2009 door Jime´nez-Sa´nchez.